# Kamen Rider
Kamen Rider (仮面ライダー, Kamen Raidā) est une franchise de style tokusatsu, axée sur des héros pouvant revêtir des armures entomoïdes luttant contre des monstres.

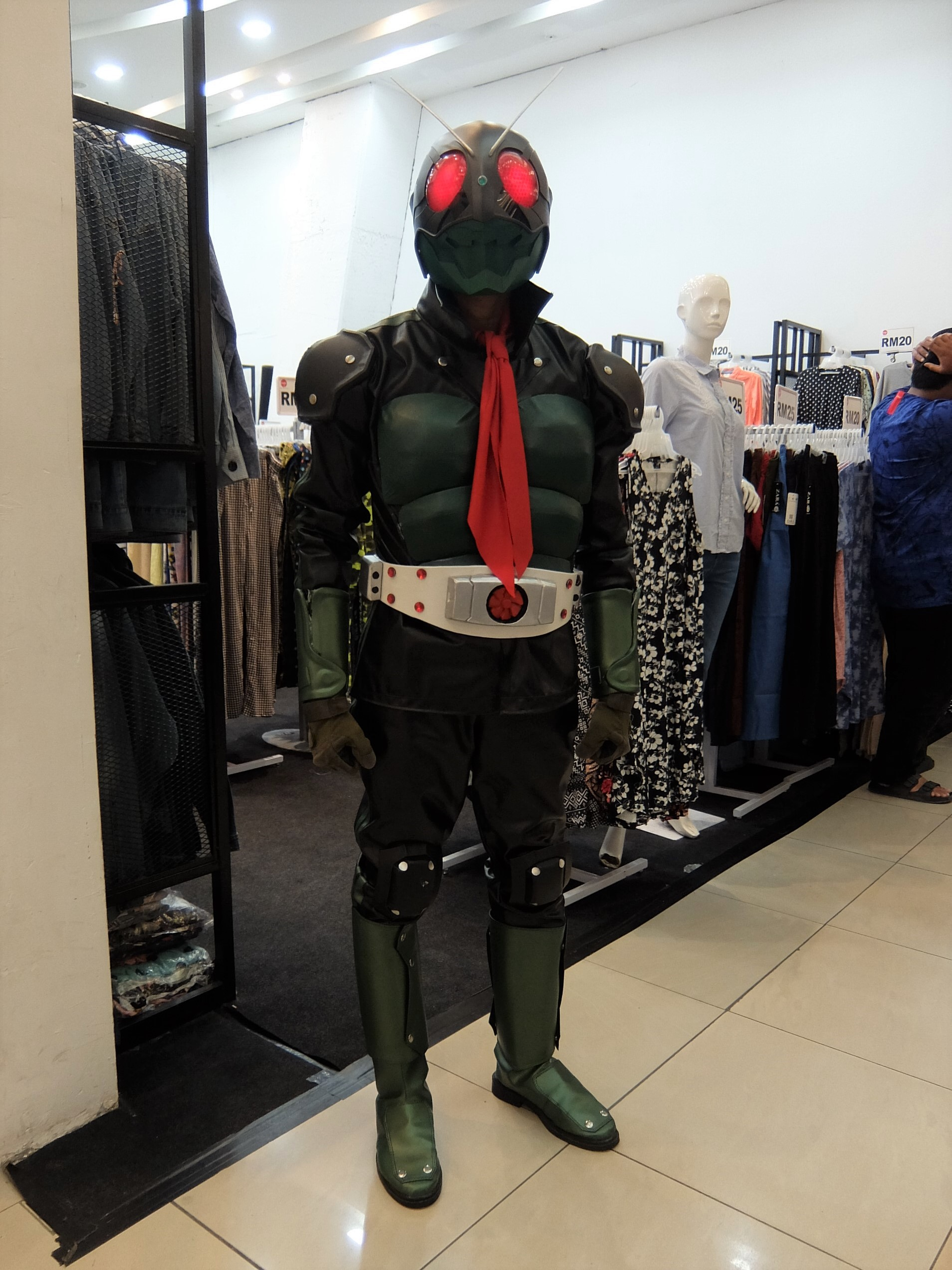
Cosplay de Kamen Rider.

La première adaptation télévisée, Kamen Rider, date de 1971, et suit le combat du jeune Takeshi Hongo contre Shocker, une organisation criminelle maléfique, responsable de son enlèvement et de sa mutation en Kamen Rider. En parallèle, un manga de Shōtarō Ishinomori est publié dans le Weekly Shōnen Magazine.
La franchise Kamen Rider est par la suite adaptée en de nombreuses séries diffusées régulièrement à la télévision japonaise (notamment sur NET/TV Asahi, TBS et MBS).

## Historique

### L'ère Showa (1971-1998)
Produit par Toru Hirayama (平山 亨, Hirayama Tōru) et dessiné par Shōtarō Ishinomori, le créateur de Cyborg 009, la série télévisée Kamen Rider est lancée le 3 avril 1971. À la base prévue pour être l'adaptation du manga Skull Man, Ishinomori et Hirayama ont modifié l'apparence du personnage principal avec un design rappelant une sauterelle, supposément d'après une idée de son fils. Interprété par l'acteur/cascadeur Hiroshi Fujioka, le héros Takeshi Hongo est décrit comme un humain modifié (改造人間, kaizō ningen), ou cyborg. Lors du tournage de l'épisode 10, Fujioka a été victime d'une chute de moto lors d'une cascade, lui brisant les deux jambes. Son personnage est alors mis en retrait, jusqu'à l'apparition d'un autre humain modifié (改造人間, kaizō ningen) dans l'épisode 14, Hayato Ichimonji interprété par Takeshi Sasaki.
Le retour de Fujioka et de son personnage Hongo dans l'épisode 53 a permis la création du duo des deux acteurs et personnages en tant que Kamen Rider #1 et Kamen Rider #2, apparaissant dans la première moitié des séries de l'ère Showa.
La diffusion en continu entre avril 1971 et janvier 1976 (Kamen Rider, V3, X, Amazon, Stronger) se distingue aussi par la présence récurrente du personnage du mentor Tōbei Tachibana (立花 藤兵衛, Tachibana Tōbei) joué par Akiji Kobayashi (小林昭二, Kobayashi Akiji, 6 septembre, 1930—27 août, 1996, né à Tokyo, Japon).
Après un hiatus de quatre ans après la fin de Kamen Rider Stronger, la franchise est relancée à la télévision avec une série baptisée également Kamen Rider (mais aussi appelée Skyrider, car il ne s'agit pas concrètement d'un reboot de la première série), ain Kamen Rider Super-1. Dans ces nouvelles séries, le rôle de Tachibana est remplacé par un personnage similaire, Genjiro Tani (谷 源次郎, Tani Genjirō), joué par Nobuo Tsukamoto (塚本 信夫, Tsukamoto Nobuo, 7 mai, 1933—1 octobre, 1996, né à Tokyo, Japon)..
La diffusion annuelle régulière fut suspendue pendant une partie des années 1980, ponctuée seulement par la diffusion en 1984 de l'épisode spécial mettant en scène Kamen Rider ZX, La naissance du dixième ! Tous ensemble, Kamen Riders ! qui fut le dernier projet de la franchise produit par Toru Hirayama (平山 亨, Hirayama Tōru, 19 mars, 1929—31 juillet, 2013, né à Tokyo, Japon).
En 1987, Kamen Rider Black est lancé et constitue la première série ne faisant aucune référence ou lien avec les séries précédentes. Black est également la première série de la franchise à disposer d'une suite directe, Kamen Rider Black RX, qui a servi de base à la version américaine produite par Haim Saban Masked Rider diffusée en France en 1996 sur TF1.
Kamen Rider Black RX est la dernière série produite de l'ère Shōwa, mais aussi la première de l'ère Heisei. La diffusion des séries suivantes n'ayant pas repris avant le début des années 2000. L'ère Showa se termine 7 janvier 1989 avec la mort de l'Empereur Hirohito, baptisé Empereur Showa à titre posthume. Une pause de 2 semaines entre les épisodes 10 et 11 de Kamen Rider Black RX s'opère pour plusieurs raisons : la semaine du 1er janvier pour des programmes spéciaux du nouvel an, et la semaine du 8 janvier pour deuil national (décès de l'empereur). Lors du dernier épisode de RX apparaissent les dix Riders précédents pour aider Black RX à vaincre l'Empire Crisis.
Malgré sa disparition des grilles de programmes télévisés pendant toutes les années 1990, la franchise Kamen Rider a été maintenue principalement au travers de spectacles, compilations de musiques ainsi que par les films Shin: Kamen Rider Prologue, Kamen Rider ZO et Kamen Rider J. Ces derniers ont une place à part vis-à-vis des fans, car associés à l'ère Showa, se terminant avec le décès de Shōtarō Ishinomori en janvier 1998. En juillet et octobre 1996 les fameux Tsuakamoto et Hirayama décèdent presque en même temps.

### L'ère Heisei (2000-2019)
L'annonce de la production de Kamen Rider Kuuga a été faite en mai 1999. Celle-ci faisait partie du projet de Ishinomori pour relancer les séries Kamen Rider en 1997, afin de préparer la célébration du trentième anniversaire. Cependant, il n'a pu assister à la concrétisation de ces séries avant son décès.
Pendant l'été 1999, la promotion de Kamen Rider Kuuga a été assurée par des publicités et des articles dans des magazines. Le premier épisode a été diffusé le 30 janvier 2000, avec dans le rôle-titre Joe Odagiri, lançant alors sa carrière. La diffusion continue alors l'année suivante avec la série anniversaire, Kamen Rider Agito. Elle permit d'introduire de nombreux éléments caractéristiques des séries de l'ère Heisei : plusieurs Riders (Agito en compte quatre : Agito, Gills, G3 et Another Agito), le thème de la série jouée lors du combat final à chaque épisode au lieu d'un générique de fin (à l'exception de Kamen Rider Hibiki avec les chansons de Akira Fuse), le partenariat avec Honda (pour les motos des Riders et autres véhicules).
L'année suivante, Kamen Rider Ryuki a ajouté à cela le partenariat avec la maison de disques Avex Group, avec l'interprétation des chansons des séries par les artistes du label, comme ISSA de Da Pump pour Kamen Rider 555, Nana Aikawa pour Kamen Rider Blade, YU-KI de TRF pour Kamen Rider Kabuto, AAA pour Kamen Rider Den-O, tout comme la mise en avant du groupe Rider Chips, annoncé comme le groupe officiel des séries Kamen Rider.
En 2005, Kamen Rider The First est diffusé au cinéma. Scénarisé par Toshiki Inoue, le film est une version contemporaine des débuts de la première série Kamen Rider basée sur des éléments de la version télévisée et du manga. Certains personnages ont été modifiés pour la cohérence de l'histoire. Masaya Kikawada y incarne Takeshi Hongo (Kamen Rider 1) et Hassei Takana (déjà connu dans le rôle de Miyuki Tezuka / Kamen Rider Raia dans Kamen Rider Ryuki) reprend le rôle de Hayato Ichimonji (Kamen Rider 2).
L'accueil favorable du public permet la production en 2007 de Kamen Rider The Next, adaptation dans la même lignée de Kamen Rider V3, avec dans le rôle principal Kazuki Katō (précédemment Daisuke Kazama / Kamen Rider Drake dans Kamen Rider Kabuto) incarnant Shiro Kazami (Kamen Rider V3), ainsi que le retour de Masaya Kikawada et Hassei Takana dans leurs rôles précédents.
La même année est diffusée la huitième série de l'ère Heisei, Kamen Rider Den-O, qui marque un tournant avec les précédentes, avec un héros qui manque complètement d'assurance. De plus, le véhicule principalement utilisé par le Rider est un train, le Den-Liner, qui peut voyager dans le temps. La série ne compte que deux riders, Den-O et Zeronos, mais qui possèdent tous deux différentes formes, à l'image de Kamen Rider Black RX, Kuuga et Agito. En raison de la grande popularité de Den-O, un second film est réalisé avec la participation de Kamen Rider Kiva qui lui a succédé à la télévision. Sortie sur les écrans le 12 avril 2008, il a dépassé tous les autres films à l'affiche pour le week-end de sa sortie avec 730 millions de yens de recettes and grossing 730 million yen. En parallèle au film, Animate a produit une série de courts métrages animés avec des versions « SD » des Imagins de la série, suivi de nombreux produits dérivés avec ces visuels.
Toujours en 2008, un troisième film est réalisé pour la première fois sur la même série. Kamen Rider Den-O: Final Countdown sort le 4 octobre 2008 et sert d'épilogue à la série. Takeru Satoh, l'interprète de Kamen Rider Den-O, affirme que ce succès est dû au ton comique de la série.
En 2009, la série Kamen Rider Decade est l'occasion de fêter les dix ans de l'ère Heisei. Afin de célébrer cet évènement, le chanteur Gackt interprète le thème de la série Journey through the Decade et plus tard celui du film The Next Decade. Alors qu'il avait plaisanté sur le fait qu'il voulait y jouer le rôle d'un méchant, il fait finalement une apparition en Riderman dans le film Kamen Rider Decade: All-Riders vs. Dai-Shocker.
Plus tard en 2009 a été annoncé la sortie d'un quatrième film de Den-O, plus tard décrit comme le début des films Cho-Den-O, avec Cho Kamen Rider Den-O & Decade Neo Generations: The Onigashima Warship. Peu de temps après, dans le magazine Kindai du mois de mars 2009, Masahiro Inoue a annoncé que la série Kamen Rider Decade dont il est le héros, ne compterait que trente épisodes, ce qui n'est pas faux puisqu'il y eut 31 épisodes. La raison est que cela permet aux séries futures de ne pas concurrencer les Super sentai et que chacune puisse vendre ses jouets correctement à des moments différents de l'année.
Après Kamen Rider Decade, les séries sont assez différentes : scénarios plus complexes, thèmes extravagants, changement de série en septembre…
La campagne de promotion de Kamen Rider W ont été lancées entre mai, juin et juillet 2009, qui fait sa première apparition au concert 10th Anniversary Project MASKED RIDER LIVE & SHOW, et dans le film Kamen Rider Decade: All Riders vs. Dai-Shocker.
Kamen Rider W est le premier Kamen Rider issu de la transformation de deux personnes simultanément et débute le 6 septembre 2009. La série sera diffusée jusqu'en septembre 2010 avec en parallèle le film Kamen Rider x Kamen Rider Double & Decade - Movie Taisen 2010.
En mai et juin 2010 a également été diffusée la suite des films Cho-Den-O, dans la trilogie Kamen Rider × Kamen Rider × Kamen Rider The Movie: Cho-Den-O Trilogy.
Le 5 septembre 2010 commence Kamen Rider OOO, dont la diffusion correspond au quarantième anniversaire de la franchise. Pour célébrer cette date, différents évènement sont lancés sous le label 40th Anniversary Project, comme le groupe d'idoles Kamen Rider Girls et le film oOO, Den-O, All Riders: Let's Go Kamen Riders, sorti le 1er avril 2011. Les épisodes 27 et 28 de Kamen Rider OOO fêtent le 1000e épisode de la franchise.
Le 4 septembre 2011, la série Kamen Rider Fourze (仮面ライダーフォーゼ, Kamen Raidā Fōze) débute sur TV Asahi. Son nom est la contraction des mots four (le chiffre 4 en anglais) et zero (le chiffre 0 en anglais), en référence au fait que sa série fête les 40 ans de la franchise. Cet anniversaire est important, car premièrement, il fête également les 50 ans du premier humain envoyé dans l'espace, ce qui correspond au thème spatial de la série, et secondement, car cela rejoint Kaizoku Sentai Gokaiger, la série du 35e anniversaire de Super Sentai, la franchise sœur à Kamen Rider. Le succès est similaire à celui de Kamen Rider Den-O, c'est alors l'occasion de faire exploser les projets, notamment le film Kamen Rider × Super Sentai: Super Hero Taisen, qui est resté les quelques semaines après sa sortie, n°1 au box-office japonais.
En 2012, Kamen Rider Wizard prend le relais et est considéré comme le dernier à comporter une collection de jouets peu importante.

## Liste des séries
| Numéro de production   | Titre original (et Hepburn)                            | Romanisation officielle | Traduction française     | Nombre d’épisodes     | Année                 |                       |
| Séries de l'ère Shōwa  | Séries de l'ère Shōwa                                  | Séries de l'ère Shōwa   | Séries de l'ère Shōwa    | Séries de l'ère Shōwa | Séries de l'ère Shōwa | Séries de l'ère Shōwa |
| ---------------------- | ------------------------------------------------------ | ----------------------- | ------------------------ | --------------------- | --------------------- | --------------------- |
| 01                     | 仮面ライダー Kamen Raidā                               | Kamen Rider             | Motard masqué            | 98 de 24 minutes      | 1971                  |                       |
| 02                     | 仮面ライダーV3 Kamen Raidā Bui Surī                    | Kamen Rider V3          | Motard masqué V3         | 52 de 30 minutes      | 1973                  |                       |
| 03                     | 仮面ライダーX Kamen Raidā Ekkusu                       | Kamen Rider X           | Motard masqué X          | 35 de 30 minutes      | 1974                  |                       |
| 04                     | 仮面ライダーアマゾン Kamen Raidā Amazon                | Kamen Rider Amazon      | Motard masqué Amazon     | 24 de 25 minutes      | 1974                  |                       |
| 05                     | 仮面ライダーストロンガー Kamen Raidā Sutorongā         | Kamen Rider Stronger    | Motard masqué Stronger   | 39 de 25 minutes      | 1975                  |                       |
| 06                     | 仮面ライダー (スカイライダー) Kamen Raidā (Sukairaidā) | Kamen Rider (Skyrider)  | Motard masqué (Skyrider) | 54 de 24 minutes      | 1979                  |                       |
| 07                     | 仮面ライダースーパー1 Kamen Raidā Sūpā Wan             | Kamen Rider Super-1     | Motard masqué Super-1    | 48 de 30 minutes      | 1981                  |                       |
| 08                     | 仮面ライダーBLACK Kamen Raidā Burakku                  | Kamen Rider Black       | Motard masqué Black      | 51 de 30 minutes      | 1987                  |                       |
| 09                     | 仮面ライダーBLACK RX Kamen Raidā Burakku Āru Ekkusu    | Kamen Rider Black RX    | Motard masqué Black RX   | 47 de 30 minutes      | 1988                  |                       |
| Séries de l'ère Heisei |                                                        |                         |                          |                       |                       |                       |
| 10                     | 仮面ライダークウガ Kamen Raidā Kūga                    | Kamen Rider Kuuga       | Motard masqué Kuuga      | 49 de 23–25 minutes   | 2000                  |                       |
| 11                     | 仮面ライダーアギト Kamen Raidā Agito                   | Kamen Rider Agito       | Motard masqué Agito      | 51 de 23–25 minutes   | 2001                  |                       |
| 12                     | 仮面ライダー龍騎 Kamen Raidā Ryūki                     | Kamen Rider Ryuki       | Motard masqué Ryuki      | 50 de 23–25 minutes   | 2002                  |                       |
| 13                     | 仮面ライダー555 Kamen Raidā Faizu                      | Kamen Rider 555         | Motard masqué 555        | 50 de 24–25 minutes   | 2003                  |                       |
| 14                     | 仮面ライダー剣 Kamen Raidā Bureido                     | Kamen Rider Blade       | Motard masqué Blade      | 49 de 24–25 minutes   | 2004                  |                       |
| 15                     | 仮面ライダー響鬼 Kamen Raidā Hibiki                    | Kamen Rider Hibiki      | Motard masqué Hibiki     | 48 de 24–25 minutes   | 2005                  |                       |
| 16                     | 仮面ライダーカブト Kamen Raidā Kabuto                  | Kamen Rider Kabuto      | Motard masqué Kabuto     | 49 de 24–25 minutes   | 2006                  |                       |
| 17                     | 仮面ライダー電王 Kamen Raidā Den'ō                     | Kamen Rider Den-O       | Motard masqué Den-O      | 49 de 24–25 minutes   | 2007                  |                       |
| 18                     | 仮面ライダーキバ Kamen Raidā Kiba                      | Kamen Rider Kiva        | Motard masqué Kiva       | 48 de 24–25 minutes   | 2008                  |                       |
| 19                     | 仮面ライダーディケイド Kamen Raidā Dikeido             | Kamen Rider Decade      | Motard masqué Decade     | 31 de 24–25 minutes   | 2009                  |                       |
| 20                     | 仮面ライダーW Kamen Raidā Daburu                       | Kamen Rider W           | Motard masqué W          | 49 de 24–25 minutes   | 2009                  |                       |
| 21                     | 仮面ライダーオーズ Kamen Raidā Ōzu                     | Kamen Rider OOO         | Motard masqué OOO        | 48 de 24–25 minutes   | 2010                  |                       |
| 22                     | 仮面ライダーフォーゼ Kamen Raidā Fōze                  | Kamen Rider Fourze      | Motard masqué Fourze     | 48 de 24–25 minutes   | 2011                  |                       |
| 23                     | 仮面ライダーウィザード Kamen Raidā Wizādo              | Kamen Rider Wizard      | Motard masqué Wizard     | 53 de 24–25 minutes   | 2012                  |                       |
| 24                     | 仮面ライダー鎧武 Kamen Raidā Gaimu                     | Kamen Rider Gaim        | Motard masqué Gaim       | 47 de 24–25 minutes   | 2013                  |                       |
| 25                     | 仮面ライダードライブ Kamen Raidā Doraibu               | Kamen Rider Drive       | Motard masqué Drive      | 48 de 24–25 minutes   | 2014                  |                       |
| 26                     | 仮面ライダーゴースト Kamen Raidā Gōsuto                | Kamen Rider Ghost       | Motard masqué Ghost      | 50 de 24–25 minutes   | 2015                  |                       |
| 27                     | 仮面ライダーエグゼイド Kamen Raidā Eguzeido            | Kamen Rider Ex-Aid      | Motard masqué Ex-Aid     | 45 de 24–25 minutes   | 2016                  |                       |
| 28                     | 仮面ライダービルド Kamen Raidā Birudo                  | Kamen Rider Build       | Motard masqué Build      | 49 de 24–25 minutes   | 2017                  |                       |
| 29                     | 仮面ライダージオウ Kamen Raidā Jiō                     | Kamen Rider Zi-O        | Motard masqué Zi-O       | 49 de 24–25 minutes   | 2018                  |                       |
| Séries de l'ère Reiwa  |                                                        |                         |                          |                       |                       |                       |
| 30                     | 仮面ライダーゼロワン Kamen Raidā Zero Wan              | Kamen Rider Zero-One    | Motard masqué Zero-One   | 45 de 24–25 minutes   | 2019                  |                       |
| 31                     | 仮面ライダーセイバー Kamen Raidā Seibā                 | Kamen Rider Saber       | Motard masqué Saber      | 48 de 24–25 minutes   | 2020                  |                       |
| 32                     | 仮面ライダーリバイス Kamen Raidā Ribaisu               | Kamen Rider Revice      | Motard masqué Revice     | 50 de 24–25 minutes   | 2021                  |                       |
| 33                     | 仮面ライダーギーツ Kamen Raidā Gītsu                   | Kamen Rider Geats       | Motard masqué Geats      | 49 de 24–25 minutes   | 2022                  |                       |
| 34                     | 仮面ライダーガッチャード Kamen Raidā Gatchādo          | Kamen Rider Gotchard    | Motard masqué Gotchard   | 50 de 24–25 minutes   | 2023                  |                       |
| 35                     | 仮面ライダーガヴ Kamen Raidā Gavu                      | Kamen Rider Gavv        | Motard masqué Gavv       | de 24–25 minutes      | 2024                  |                       |
| 36                     | 仮面ライダーゼッツ Kamen Raidā Zettsu                  | Kamen Rider Zeztz       | Motard masqué Zeztz      | de 24–25 minutes      | 2025                  |                       |

## Films

### L'ère Shōwa (1971-1989)
- 1971 : Go Go Kamen Rider (ja) (version cinéma de l'épisode 12 de Kamen Rider[12])
- 1972 : Kamen Rider contre Shocker (ja)[13]
- 1972 : Kamen Rider contre l'ambassadeur Jigoku (ja)[14]
- 1973 : Kamen Rider V3 (ja) (version cinéma de l'épisode 2 de Kamen Rider V3[12])
- 1973 : Kamen Rider V3 contre les monstres de Destron (ja)[15]
- 1974 : Kamen Rider X (ja) (version cinéma de l'épisode 3 de Kamen Rider X[12])
- 1974 : Cinq Riders contre KingDark (ja)[16]
- 1975 : Kamen Rider Amazon (ja) (version cinéma de l'épisode 16 de Kamen Rider Amazon[12])
- 1975 : Kamen Rider Stronger (ja) (version cinéma de l'épisode 7 de Kamen Rider Stronger[12])
- 1980 : Kamen Rider : 8 Riders VS le roi galactique (ja)[17]
- 1981 : Kamen Rider Super-1 (ja)[18]
- 1988 : Kamen Rider BLACK (ja)[19]
- 1988 : Kamen Rider BLACK : La terrifiante résidence des monstres du col démoniaque ! (ja)[20]
- 1989 : Parcours le monde de Kamen Rider (ja)[21] (film en 3-D initialement projeté au musée de la mine de charbon de Yubari)

### L'ère Heisei (1989-2019)
- 1993 : Kamen Rider ZO[22]
- 1994 : Kamen Rider J[23]
- 1994 : Kamen Rider World[24] (film 3-D projeté dans des parcs d'attraction)
- 2001 : Kamen Rider Agito, le film : PROJECT G4
- 2002 : Kamen Rider Ryuki : EPISODE FINAL[25]
- 2003 : Kamen Rider 555, le film : Paradise Lost
- 2004 : Kamen Rider Blade, le film : MISSING ACE
- 2005 : Kamen Rider Hibiki et les 7 Senki : le film[26]
- 2005 : Kamen Rider THE FIRST[27]
- 2006 : Kamen Rider Kabuto, le film : GOD SPEED LOVE[28]
- 2007 : Kamen Rider Den-O, le film : Me, voilà né ![29]
- 2007 : Kamen Rider THE NEXT[30]
- 2008 : Kamen Rider Kiva & Den-O, le film : Flics au climax
- 2008 : Kamen Rider Kiva, le film : Roi du château dans le monde démoniaque
- 2008 : Adieu Kamen Rider Den-O, le film : Final Countdown
- 2009 : Super Kamen Rider Den-O & Decade NEO Generations, le film : Le navire de guerre d'Onigashima[31]
- 2009 : Kamen Rider Decade: All Riders contre Dai Shocker[32]
- 2009 : Kamen Rider × Kamen Rider, W & Decade : MOVIE Taisen 2010[33]
  - Kamen Rider Decade : Conclusion
  - Kamen Rider W : Begins Night
  - MOVIE Taisen 2010
- 2010 : Kamen Rider × Kamen Rider × Kamen Rider, THE MOVIE : Super Den-O Trilogy
  - EPISODE RED : Zero no Startwinkle
  - EPISODE BLUE : L'Imagin en mission est NEWtral
  - EPISODE YELLOW : Trésor DE End Pirates
- 2010 : Kamen Rider W FOREVER : A to Z/Les Gaia Memory du destin
- 2010 : Kamen Rider × Kamen Rider, OOO & Double feat. Skull : MOVIE Taisen CORE[34]
  - Kamen Rider Skull : Message for Double
  - Kamen Rider OOO : Le désir de Nobunaga
  - MOVIE Taisen CORE
- 2011 : OOO, Den-O, All Riders: Let's Go Kamen Riders
- 2011 : Kamen Rider OOO, le film : WONDERFUL, shogun et 21 Core Medals
- 2011 : Kamen Rider × Kamen Rider, Fourze & OOO : MOVIE Taisen MEGA MAX[35],[36]
  - Acte premier : Battez-vous, sept Riders légendaires !
  - Kamen Rider OOO : Résurrection d'Ankh, Medals du futur et espoir liés
  - Fuuto : Un complot se manigance. L'élégant Kamen Rider Joker !
  - Kamen Rider Fourze : Avène·ment de Nadeshi·ko
  - MOVIE Taisen MEGA MAX : Rassemblez-vous, glorieux guerriers !
- 2012 : Kamen Rider × Super Sentai : Super Hero Taisen
- 2012 : Kamen Rider Fourze, THE MOVIE : À nous l'espace !
- 2012 : Kamen Rider × Kamen Rider, Wizard & Fourze : MOVIE Taisen Ultimatum
- 2013 : Kamen Rider × Super Sentai × Shérifs de l'espace : Super Hero Taisen Z
- 2013 : Kamen Rider Wizard in Magic Land : le film
- 2013 : Kamen Rider × Kamen Rider, Gaim & Wizard : La fatidique Sengoku MOVIE Daigassen
  - Kamen Rider Wizard : La terre promise
  - Kamen Rider Gaim : Sengoku Battle Royale !
- 2014 : Heisei Riders contre Shōwa Riders : Kamen Rider Taisen feat. Super Sentai
- 2014 : Kamen Rider Gaim, le film : Grande bataille de football ! Coupe du fruit doré !
- 2014 : Kamen Rider × Kamen Rider, Drive & Gaim : MOVIE Taisen Full Throttle
  - Kamen Rider Gaim : L'attaque du Last Stage
  - Kamen Rider Drive : Une lettre de défi de Lupin
  - MOVIE Taisen Full Throttle
- 2015 : Super Hero Taisen GP : Kamen Rider 3
- 2015 : Kamen Rider Drive, le film : Surprise Future
- 2015 : Kamen Rider × Kamen Rider, Ghost & Drive: Super Movie Taisen Genesis
- 2016 : Kamen Rider 1
- 2016 : Kamen Rider Ghost, le film : Les 100 Eyecons et le moment fatidique des Ghost
- 2016 : Kamen Rider Heisei Generations : Dr. Pac-Man contre Ex-Aid & Ghost with Legend Riders
- 2017 : Kamen Rider × Super Sentai : Ultra Super Hero Taisen
- 2017 : Kamen Rider Ex-Aid, le film : True Ending
- 2017 : Kamen Rider Heisei Generations FINAL : Build & Ex-Aid with Legend Riders
- 2018 : Kamen Rider Amazons, le film : Season1 - Éveil (version cinéma de la saison 1 de Kamen Rider Amazons)[réf. nécessaire]
- 2018 : Kamen Rider Amazons, le film : Season2 - Métempsycose (version cinéma de la saison 2 de Kamen Rider Amazons)[réf. nécessaire]
- 2018 : Kamen Rider Amazons, THE MOVIE : Le jugement dernier
- 2018 : Kamen Rider Build, le film : Be The One
- 2018 : Kamen Rider Heisei Generations FOREVER

### L'ère Reiwa (2019-)
- 2019 : Kamen Rider Zi-O, le film : Over Quartzer
- 2019 : Kamen Rider : Reiwa The First Generation[37]
- 2020 : Kamen Rider Den-O : Pretty Den-O apparaît !
- 2020 : Kamen Rider Saber, le court-métrage : L'épéiste phénix et le livre de la ruine
- 2020 : Kamen Rider Zero-One, le film : REAL×TIME
- 2021 : Saber + Zenkaiger : SuperHero Senki
- 2021 : Kamen Rider Revice : le film
- 2021 : Kamen Rider : Beyond Generations
- 2022 : Kamen Rider Revice, le film : Battle Familia
- 2022 : Kamen Rider Geats × Revice : MOVIE Battle Royale
- 2023 : Shin Kamen Rider
- 2023 : Kamen Rider Geats : Les 4 Ace et le renard noir
- 2023 : Kamen Rider THE WINTER MOVIE, Gotchard & Geats : Opération Gotcha ★ des plus puissants Chemies
- 2024 : Kamen Rider Gotchard : The Future Daybreak
- 2024 : Fuuto PI, le film : Portrait de Kamen Rider Skull (film d'animation)

## Épisodes spéciaux

### L'ère Shôwa: 1971-1989
- 1972 : Transformation ! Transformation ! Arashi et le Rider (ja) (collaboration avec Henshin Ninja Arashi)
- 1976 : 7 Kamen Riders tous ensemble !! (ja) (épilogue de Kamen Rider Stronger)
- 1979 : Special des immortels Kamen Riders (ja) (promotion pour le lancement de Kamen Rider (SkyRider))
- 1984 : Un 10e apparaît ! Kamen Riders tous ensemble !! (ja) Kamen Rider ZX
- 1987 : Voici Kamen Rider BLACK ! (ja) (promotion pour le lancement de Kamen Rider BLACK)
- 1988 : Rassemblement des Kamen Riders d'1-Go à RX (ja) (transition entre BLACK et Kamen Rider BLACK RX)

### L'ère Heisei: 1989-2019
- 2001 : Kamen Rider Kuuga : Special du nouvel an
- 2001 : Kamen Rider Agito Special : Une nouvelle transformation
- 2002 : Kamen Rider Ryuki Special : 13RIDERS
- 2004 : Kamen Rider Blade : NEW GENERATION (promotion du film de Blade)
- 2005 : Dossier des batailles féroces des Riders locaux (promotion du film de Hibiki)
- 2006 : Masked Rider 35th Anniversary File (promotion du film de Kabuto)
- 2007 : Kamen Rider Den-O + Shin-O
  - Crayon Shin-chan : Me voilà dans une nuit d'été ! Special de 60 minutes du tumultueux Den-O VS Shin-O (promotion du film de Den-O)
  - C'est l'hiver ! C'est les vacances !! Crayon Shin-chan & Doraemon ! SP de 150 minutes tout la journée du matin au soir (promotion de Kiva et de la fin de Den-O)
- 2008 : Roi du château rouge vif de Momotaros (promotion du film de Kiva)
- 2009 : Kamen Rider G (célébration des 50 ans de TV Asahi et des 10 ans des Heisei Riders)
- 2009 : Samurai Sentai Shinkenger, acte 21 : Tel ours, tel ourson (suite de l'épisode 24 de Decade)
- 2012 : Kamen Rider Fourze × Crayon Shin-chan (promotion du film Super Hero Taisen)
- 2014 : Kamen Rider Gaim VS Ressha Sentai ToQger : combinaison spéciale des vacances de printemps (promotion du film Kamen Rider Taisen)
- 2015 : Kamen Rider Drive VS Shuriken Sentai Ninninger : combinaison spéciale d'1 heure des vacances de printemps (promotion du film Super Hero Taisen GP)
- 2015 : Célébration de la sortie du film ! Stories d'une minute ! (promotion du film de Drive)
- 2016 : Dōbutsu Sentai Zyuohger, épisode 7 : Un Gho-Gho-Gho-Ghost (prélude à l'épisode 24 de Ghost)
- 2016 : Sortie du film ! Short Stories ! (promotion du film de Ghost)
- 2017 : Uchū Sentai Kyūranger, Space. 7 : Retrouvez l'anniversaire ! (prélude à l'épisode 24 d'Ex-Aid)

### L'ère Reiwa: 2019-
- 2020 : Kamen Rider Zero-One : President Special
- 2020 : Kamen Rider Zero-One : Shooting Special
- 2020 : Kamen Rider Zero-One : Super Oshigoto Taisen
- 2020 : Kamen Rider Zero-One, épisode 35.5 : Qu'est-ce qui a créé MetsubouJinrai ?
- 2021 : Kamen Rider Saber, chapitre spécial : Les pirates cosmiques arrivent, et croisent les mondes. (promotion de SuperHero Senki)
- 2021 : Kikai Sentai Zenkaiger, 20e-kai ! : Épéistes et pirates cosmiques-kai, le serment d'un frère-kai. (suite au chapitre spécial de Saber)
- 2021 : Kamen Rider Saber, numéro spécial : Une nouvelle page, se tourne enfin, (promotion de Revice)
- 2023 : Crayon Shin-chan, épisode 1173 : C'est Shin Kamen Rider (promotion de Shin Kamen Rider)

## Sorties vidéo
Alors que les premières sorties « direct-to-video » possédaient des scénarios indépendants, les sorties actuelles constituent des résumés des bases de chaque série (« Hero-Club ») ou, comme depuis 2000, montre une vision décalée des personnages. Il y a également des versions director's cut de films, épisodes, ainsi que des web-séries et dramas originaux, publiés sur des services de streaming comme le Toei Tokusatsu Fan Club, TELASA, ou plus globalement YouTube et Prime Video.

### Sorties originales
- 1992 : Shin Kamen Rider : Prologue[38]
- 1993 : Encyclopédie des héros TV de Toei, Vol. 2 : Kamen Rider BLACK
- 1993 : Super Battle : Ultraman VS Kamen Rider
- 2001 : Kamen Rider Kuuga, EPISODE 50 : Bôtravail
- 2009 : Kamen Rider Decade : All Riders contre Docteur Shinigami (promotion du film de Decade)
- 2010 : Journal des chimères hardboiled de Shōtarō Hidari
- 2014 : Let's ! Festival de changement de pneus
- 2014 : Kamen Rider Drive, Secret Mission type ZERO - épisode 0 : Countdown to Global Freeze (distribué avec MOVIE Taisen Full Throttle)
- 2014 : Let's ! Festival de changement de pneus PART. 2
- 2015 : Kamen Rider Drive VS le terrifiant Zunbo Ganbo Roidmude
- 2015 : Qu'obtient-on avec un permis de conduire ? (promotion du film de Drive)
- 2020 : Kamen Rider Saber : Les 7 Riders se transforment ! Numéro spécial spécialement grâcieux !!
- 2021 : #Desa-promenade vs #Kenzan-promenade
- 2021 : 50e anniversaire d'existence ! Kamen Rider History : Revice Edition
- 2024 : Kamen Rider Gotchard, lycée Furasu : Le séminaire du rire

### V-Cinema
Les V-Cinema ont commencé durant l'ère Heisei, lorsque Toei était déjà passé au DVD. Depuis 2018, Toei change de direction pour les V-Cinema, et les diffuse en avant-première limitée dans certains cinémas ; la marque est renommée « V-Cinext » :
- 2011 : Kamen Rider W RETURNS : Kamen Rider Accel
- 2011 : Kamen Rider W RETURNS : Kamen Rider Eternal
- 2015 : Gaim Gaiden : Kamen Rider Zangetsu / Kamen Rider Baron
- 2015 : Gaim Gaiden : Kamen Rider Duke / Kamen Rider Knuckle
- 2016 : Drive Saga : Kamen Rider Chaser
- 2016 : Drive Saga : Kamen Rider Mach / Kamen Rider Heart
- 2016 : Ghost RE:BIRTH : Kamen Rider Specter

#### V-Cinext
- 2018 : Kamen Rider Ex-Aid Trilogy : Another Ending
- * Kamen Rider Brave & Snipe
- * Kamen Rider Para-DX with Poppy
- * Kamen Rider Genm VS Lazer
- 2019 : Build NEW WORLD : Kamen Rider Cross-Z
- 2019 : Build NEW WORLD: Kamen Rider Grease
- 2020 : Kamen Rider Zi-O NEXT TIME : Geiz, Majesty
- 2021 : Zero-One Others : Kamen Rider MetsubouJinrai
- 2021 : Zero-One Others : Kamen Rider Vulcan & Valkyrie
- 2022 : Kamen Rider Saber : Trio de pêchés profonds
- 2022 : Kamen Rider OOO 10th : La résurrection des Core Medals
- 2023 : Revice Forward : Kamen Rider Live & Evil & Demons
- 2024 : Kamen Rider 555 20th : Paradise Regained
- 2024 : Kamen Rider Geats : Jyamato Awaking
- 2025 : Kamen Rider Gotchard : GRADUATIONS

### Hyper Battle Video
Les Hyper Battle Video sont des sorties vidéos extraites de certains numéros des magazines Televi-kun de Shōgakukan. Ils montrent les personnages des séries dans des contextes différents, souvent avec des objets ou formes exclusives au magazine. Initialement distribués sous format VHS, ils sont depuis 2004 sous format DVD, et ce même après la popularisation du Blu-ray.
- 2000 : Kamen Rider Kuuga, super vidéo spéciale : Kamen Rider Kuuga VS Go·Jiino·Da, le monstre hérculéen
- 2001 : Kamen Rider Agito : super Battle Video des 3 Riders
- 2002 : Kamen Rider Ryuki, Hyper Battle Video : Ryuki vs Kamen Rider Agito
- 2003 : Kamen Rider 555 : Hyper Battle Video
- 2004 : Kamen Rider Blade, Hyper Battle DVD : Blade VS Blade
- 2005 : Kamen Rider Hibiki, Hyper Battle DVD : Asumu se transforme ! Toi aussi peux devenir un Oni !
- 2006 : Kamen Rider Kabuto, super Battle DVD : Gatack Hyper Form est né !!!
- 2007 : Kamen Rider Den-O, Hyper Battle DVD : Chant, danse, et exercice intensif !!
- 2008 : Kamen Rider Kiva, Adventure Battle DVD ~Toi aussi, deviens Kiva !~
- 2009 : Kamen Rider Decade, Super Adventure DVD : Protège le « monde du Televi-kun » !
- 2010 : Kamen Rider W, Hyper Battle DVD : Le donburi α / Adieu recette bien-aimée
- 2011 : Kamen Rider OOO, Hyper Battle DVD : Quiz, danse et Takagaruba
- 2012 : Kamen Rider Fourze : Le Rocket DrillStates de l'amitié
- 2013 : Kamen Rider Wizard : Show Time avec le Dance Ring !!
- 2014 : Kamen Rider Gaim : La naissance de la Fresh Orange Arms ! ~Empare-toi aussi du pouvoir du Fresh !~
- 2015 : Kamen Rider Drive, Secret Mission type HIGH SPEED ! : La naissance du véritable pouvoir du Type High Speed !!
- 2015 : Kamen Rider Drive, Secret Mission type LUPIN : Lupin, une dernière lettre de défi
- 2015 : Kamen Rider Ghost : Repos de toute mon âme ! Éveille-toi, mon pouvoir spirituel !
- 2016 : Kamen Rider Ghost : Vérité ! Les secrets des Eyecons de héros !
- 2017 : Kamen Rider Ex-Aid [Astuces] : Kamen Rider Lazer
- 2017 : Kamen Rider Ex-Aid [Astuces] : Kamen Rider Para-DX
- 2017 : Kamen Rider Build : Il est né ! KumaTV !! VS Kamen Rider Grease
- 2018 : Kamen Rider Prime Rogue
- 2019 : Kamen Rider BiBiBi no BiBillGeiz
- 2020 : Kamen Rider Zero-One : Qu'est-ce qui va sauter du kangourou ? Ça faut le demander au gourou ! Oui, c'est bien moi Aruto !!
- 2021 : Kamen Rider Saber : Rassemblez-vous ! Héros !! Le Dragon TV-Kun sorti de nulle part
- 2021 : Kamen Rider Revice : Koala VS Kangourou !! Déclarer sa flamme pendant le baiser de mariage !?
- 2022 : Kamen Rider Revice : J'ai commencé en tant que Rider secondaire~ ♪
- 2023 : Kamen Rider Geats : Comment ça, un Desire Grand Prix rempli d'hommes !? C'est moi Ouja !!
- 2023 : Kamen Rider Gotchard : Qu'est-ce qu'on fait !? Hōtarō et Rinne ont fait un échange équivalent !!

#### Autres DVD spéciaux du Televi-kun
- 2010 : Grande encyclopédie des Gaia Memories
- 2012 : Kamen Rider Fourze : Rapport secret des AstroSwitches
- 2014 : Kamen Rider Drive, Secret Mission type TV-KUN : Hunter & Monster ! Enqûete sur le mystère du super cambrioleur !
- 2015 : Kamen Rider Ghost : Compétition des Eyecons au repos ! Battle d'esprits !

### Web-séries / Original Drama
- 2008 : Kamen Rider Kiva l'envers, la web-série : Reine du château dans le monde démoniaque (promotion du film de Kiva)
- 2009 : Kamen Rider Decade, la web-série : All Riders Super Spin Off (promotion du film de Decade)
- 2010 : Kamen Rider W FOREVER, la web-série : 26 éclats de rires consécutifs de A to Z (promotion du film de W)
- 2011 : OOO, Den-O, All Riders, la web-série : Let's Go Kamen Riders ~Cherche vraiment ton Rider parmi les 48 !~ (promotion du film Let's Go Kamen Riders)
- 2011 : Kamen Rider OOO, la web-série : ALL STARS, 21 têtes d'affiche et Core Medals (promotion du film d'OOO)
- 2012 : Kamen Rider × Super Sentai, la web-série : Super Hero Taihen ~Qui est le coupable ?!~ (promotion du film Super Hero Taisen)
- 2012 : Kamen Rider Fourze, la web-série : À nous la classe ! (promotion du film de Fourze)
- 2013 : Kamen Rider × Super Sentai × Shérifs de l'espace, la web-série : Super Hero Taisen Otsu ! ~Heroo ! Foire aux questions~ On résout tous vos soucis ! (promotion du film Super Hero Taisen Z)
- 2013 : Kamen Rider Wizard, la web-série : in Magica !? Land (promotion du film de Wizard)
- 2015 : d-Video Special : Kamen Rider 4 (suite à Super Hero Taisen GP)
- 2016 : Kamen Rider Ghost : Légendes ! Les âmes de Riders ! (promotion du film Kamen Rider 1)
- 2016 : Kamen Rider Amazons saison 1
- 2016 : Journal Kamen Rider : La chambre de Poppy Pipopapo
- 2017 : Kamen Rider Ex-Aid [Astuces] : Kamen Rider Genm
- 2017 : Kamen Rider Brave ~Survive ! La résurrection du Beast Rider Squad !~
- 2017 : Kamen Sentai Gorider
- 2017 : Kamen Rider Amazons saison 2
- 2018 : Kamen Rider Build ~Les 7 Best Matches augmentant le Hazard Level~
- 2018 : Kamen Rider Zi-O : Plan de complémentarité
- 2019 : RIDER TIME : Kamen Rider Ryuki
- 2019 : RIDER TIME : Kamen Rider Shinobi
- 2019 : Drive Saga : Kamen Rider Brain
- 2020 : Un miraculeux retournement de situation !? Aruto VS Tarō l'écrouleur d'abdos : Le Gag Battle fatal !
- 2020 : Gaim Gaiden : Kamen Rider Gridon VS Kamen Rider Bravo
- 2020 : Kamen Rider Saber Spin Off : Chroniques d'épéistes
- 2020 : Théâtre interactif TTFC : Kamen Rider Saber
- 2021 : RIDER TIME : Kamen Rider Decade VS Zi-O -Le Death Game de la résidence de Decade-
- 2021 : RIDER TIME : Kamen Rider Zi-O VS Decade -Les 7 Zi-O !-
- 2021 : Kamen Rider Genms -The Presidents-
- 2021 : Kamen Rider Saber × Ghost
- 2021 : Kamen Rider Specter × Blades
- 2022 : Messieurs Shocker en pause déjeuner
- 2022 : Kamen Rider Revice : The Mystery
- 2022 : Avataro Sentai Donbrothers meets Kamen Rider Den-O : Vise le Don-O !
- 2022 : Kamen Rider OOO, la web-série : La résurrection des Core Medals - Prologue (promotion d''OOO 10th)
- 2022 : Kamen Rider OOO, la web-série : La naissance de Birth X - Prologue (promotion d''OOO 10th)
- 2022 : Revice Legacy : Kamen Rider Vail
- 2022 : Kamen Rider Genms : Smart Brain et la crise à 1000%
- 2022 : Théâtre interactif TTFC : Kamen Rider Revice
- 2022 : OOO 10th, Kamen Rider Birth : Les origines de Birth X (promotion d''OOO 10th)
- 2022 : Birth of Chimera (promotion du film de 'Revice)
- 2022 : Kamen Rider Outsiders
- 2022 : Kamen Rider Jeanne & Kamen Rider Aguilera with Girls Remix
- 2022 : Kamen Rider BLACK SUN
- 2022 : Kamen Rider Saber Spin Off : Kamen Rider Sabela & Kamen Rider Durendal
- 2023 : La Morning Routine de George Karizaki
- 2023 : Kamen Rider Juuga VS Kamen Rider Orteca
- 2023 : Geats Extra : Kamen Rider PunkJack
- 2023 : Geats Extra : Kamen Rider Tycoon meets Kamen Rider Shinobi
- 2023 : Geats Extra, flash spécial : Le DGP Special vous est livré !
- 2023 : Kamen Rider Gotchard VS Kamen Rider Legend
- 2023 : Les trois sœurs infernales présentent, Kamen Rider Gotchard : Plan incomplet
- 2024 : Kamen Rider 555 : Affaire de meurtre
- 2024 : Geats Extra : Kamen Rider Gazer
- 2024 : Kamen Rider : La splendide rencontre sportive de Reiwa

### OVA / ONA
- 1993 : Kamen Rider SD : Mystérieux !? L'homme-araignée
- 2008 : Imagin Anime
- 2008 : Imagin Anime 2
- 2010 : Imagin Anime 3
- 2020 : Kamen Rider Zero-One, Short Anime : EVERYONE'S DAILY LIFE'
- 2021 : Kamen Rider Saber, numéro supplémentaire : Complation de courts manga animés
- 2022 : C'est meilleur bouillant ! Revice Anime : Paradis vaporiel A GO GO !
- 2022 : Fuuto PI (suite de Kamen Rider W, adaptation animée du manga du même titre)
- 2023 : Geats Extra, Geats Anime : Another Grand Prix
- 2024 : Gotchard Short Anime, Gotchanime : Gotcha les sept légendes urbaines du lycée Furasu
- 2025 : Lachesis, l'apocalypse infernale

### Blu-ray
Bonus vidéo exclusifs aux sorties Blu-ray de la série.
- 2015 : Kamen Rider Drive : Secret Mission type TOKUJO
- 2016 : Kamen Rider Ghost : L'épopée d'Alain
- 2017 : Kamen Rider Snipe : Episode ZERO
- 2018 : ROGUE
- 2020 : Project Thouser
- 2021 : Kamen Rider Saber Spin Off : Sword Of Logos Saga
- 2022 : DEAR GAGA
- 2022 : Kamen Rider Demons : Leçon de transformation
- 2022 : Le Karizaki Exercice de Hiromi
- 2023 : Desire Grand Prix : Bonus Stage
- 2023 : Un homme à tout faire !? Un journée dans la vie du patron Mitchy (suite du Bonus Stage)
- 2024 : Kamen Rider Gotchard Spin Off : Nous sommes les terminale G

### Leçons de transformation
- 2014 : Kamen Rider Drive & Kamen Rider Mach : Let's leçon de transformation
- 2015 : Kamen Rider Ghost : Regarde bien la leçon de transformation
- 2016 : Kamen Rider Ex-Aid [Astuces] : Virtual Operations
- 2017 : Kamen Rider Build : Leçon de transformation ~J'ai établi les lois de la transformation !~
- 2018 : Kamen Rider Zi-O : Leçon de transformation
- 2019 : Kamen Rider Zero-One : Leçon de transformation
- 2020 : Kamen Rider Saber : Leçon de transformation
- 2021 : Kamen Rider Revice : Leçon de transformation
- 2022 : Kamen Rider Geats : Leçon de transformation
- 2023 : Kamen Rider Gotchard : Leçon de transformation ~Les origines de la pose de transformation~
- 2024 : Kamen Rider Gavv : Leçon de transformation

### Director's Cuts
Épisodes
- 2001 : Kamen Rider Kuuga : Édition spéciale (épisodes 1-2)
- 2008 : Kamen Rider Den-O : Trilogie finale - version spéciale (épisodes 47-49)
- 2012 : Kamen Rider OOO : Final Episode (épisodes 47-48)
- 2012 : Kamen Rider Fourze : Climax Episode (épisodes 31-32)
- 2013 : Kamen Rider Fourze : Final Episode (épisodes 47-48)
- 2024 : Kamen Rider Gotchard, épisode final : La CHEMY×STORY entre toi et moi version director's cut (épisode 50)

Films
- 2002 : Kamen Rider Agito, le film : PROJECT G4 director's cut
- 2003 : Kamen Rider Ryuki, le film : EPISODE FINAL version director's cut
- 2004 : Kamen Rider 555, le film : Paradise Lost version director's cut
- 2005 : Kamen Rider Blade, le film : MISSING ACE ver. director's cut
- 2006 : Kamen Rider Hibiki et les 7 Senki le film ver. director's cut
- 2007 : Kamen Rider Kabuto, le film : GOD SPEED LOVE version director's cut
- 2008 : Kamen Rider Den-O, le film : Me, voilà né ! version Final Cut
- 2009 : Kamen Rider Kiva, le film : Roi du château dans le monde démoniaque ver. director's cut
- 2009 : Adieu Kamen Rider Den-O, le film : Final Countdown ver. director's cut
- 2010 : Super Kamen Rider Den-O & Decade NEO Generations, le film : Le navire de guerre d'Onigashima director's cut
- 2010 : Kamen Rider Decade, le film : All Riders contre Dai Shocker version director's cut
- 2010 : Kamen Rider × Kamen Rider, W & Decade : MOVIE Taisen 2010 version director's cut
- 2011 : Kamen Rider W FOREVER : A to Z/Les Gaia Memory du destin version director's cut
- 2011 : Kamen Rider × Kamen Rider, OOO & Double feat. Skull : MOVIE Taisen CORE version director's cut
- 2012 : Kamen Rider OOO, le film : WONDERFUL, shogun et 21 Core Medals ver. director's cut
- 2012 : Kamen Rider × Kamen Rider, Fourze & OOO : MOVIE Taisen MEGA MAX version director's cut
- 2013 : Kamen Rider × Kamen Rider, Wizard & Fourze : MOVIE Taisen Ultimatum version director's cut
- 2013 : Kamen Rider Fourze, THE MOVIE : À nous l'espace ! version director's cut
- 2014 : Heisei Riders contre Shōwa Riders : Kamen Rider Taisen feat. Super Sentai (fin où les Shōwa Riders l'emportent)
- 2024 : Shin Kamen Rider scènes OMIT
- 2024 : Shin Kamen Rider format épisodique

Autres
- 2022 : Revice Legacy : Kamen Rider Vail édition complète
- 2022 : Kamen Rider Revice : Film mémoriel pour Hiromi édition complète
- 2024 : Ver. Kamen Rider Gotchard : Roméo et Juliette édition complète

## Jeux vidéo
- 1988 : Kamen Rider Club: Gekitotsu Shocker Land (NES)
- 1988 : Kamen Rider Black (Famicom Disk System)
- 1993 : Kamen Rider SD: GranShocker no Yabō (NES)
- 1993 : Kamen Rider SD (Super Nintendo, Game Boy)
- 1993 : Kamen Rider (Super Nintendo)
- 1994 : The Masked Rider: Kamen Rider Zo (Mega-CD)
- 1997 : Kamen Rider: Sakusen File 1 (Saturn)
- 1998 : Kamen Rider (PlayStation)
- 1999 : Jissen Pachi-Slot Hisshōhō! Single: Kamen Rider and Gallop (PlayStation)
- 1999 : Monster Collection: Kamen no Madōshi (PlayStation)
- 1999 : Jissen Pachi-Slot Hisshōhō! Single: Kamen Rider V3 (PlayStation)
- 2000 : Kamen Rider V3 (PlayStation)
- 2000 : Kamen Rider Kuuga (PlayStation)
- 2001 : The Bike Race: Kamen Rider (PlayStation)
- 2001 : Kamen Rider Agito (PlayStation)
- 2002 : Kamen Rider Heroes (PlayStation)
- 2002 : Kamen Rider Ryuki (PlayStation)
- 2003 : Kamen Rider: Seigi no Keifu (PlayStation 2)
- 2003 : Kamen Rider 555 (PlayStation 2)
- 2004 : Pachitte Chonmage Tatsujin 5: CR Kamen Rider (PlayStation 2)
- 2004 : Kamen Rider Blade (PlayStation 2)
- 2005 : Kamen Rider Hibiki (PlayStation 2)
- 2006 : Kamen Rider Kabuto (PlayStation 2)
- 2008 : Pachinko Kamen Rider: Shocker Zenmetsu Daisakusen (PlayStation 2)
- 2009 : Kamen Rider: Climax Heroes (PlayStation 2)
- 2009 : Kamen Rider Dragon Knight (Wii, Nintendo DS)
- 2009 : Kamen Rider: Climax Heroes W (Wii)
- 2010 : Kamen Rider Battle: Ganbaride Card Battle Taisen (Nintendo DS)
- 2010 : Kamen Rider Climax Heroes OOO (PlayStation Portable, Wii)
- 2011 : All Kamen Rider: Rider Generation (Nintendo DS)
- 2011 : Kamen Rider Climax Heroes Fourze (PlayStation Portable, Wii)
- 2012 : All Kamen Rider: Rider Generation 2 (PlayStation Portable, Nintendo DS)
- 2012 : Kamen Rider: Chō Climax Heroes (PlayStation Portable, Wii)
- 2013 : Kamen Rider: Battride War (PlayStation 3)
- 2013 : Kamen Rider: Travelers Senki (Nintendo 3DS)
- 2014 : Kamen Rider: Battride War II (Wii U, PlayStation 3)
- 2014 : Kamen Rider: SummonRide (Wii U, PlayStation 3)
- 2015 : Kamen Rider Ghost: Game de Kaigan!! (Nintendo 3DS)
- 2016 : Kamen Rider: Battride War Sōsei (PlayStation 4, PlayStation 3, PlayStation Vita)
- 2016 : All Kamen Rider: Rider Revolution (Nintendo 3DS)
- 2017 : Kamen Rider Atsume (Nintendo 3DS)
- 2017 : Kamen Rider: Climax Fighters (PlayStation 4)
- 2018 : Kamen Rider: Climax Scramble Zi-O (Nintendo Switch)
- 2020 : Kamen Rider: Memory of Heroez

## Adaptations étrangères

### Thaïlande
En 1974, Chaiyo Productions a réalisé le film Hanuman et les Cinq Riders (หนุมาน พบ 5 ไอ้มดแดง - Hanuman pob Har Aimoddaeng - littéralement Hanuman et les cinq hommes fourmis). Il est basé sur le film Kamen Rider X: Cinq Riders contre King Dark avec Kamen Rider 1, 2, V3, Riderman et X. Jamais diffusé au Japon officiellement, il est cependant référencé en tant que Hanuman et les cinq Kamen Riders (ハヌマーンと5人の仮面ライダー, Hanumān to Gonin no Kamen Raidā).

### Taïwan
De 1975 à 1976, la Tungstar Company Limited a produit la série des Super Riders, basées sur les versions japonaises.
- 1975 : The Super Rider V3, basé sur Kamen Rider V3
- 1976 : The Five Of Super Rider, basé sur Kamen Rider X
- 1976 : The Super Riders, basé sur les films de la série originale Kamen Rider, Kamen Rider contre Shocker[13] et Kamen Rider contre l'Ambassadeur des Enfers[réf. nécessaire].

### États-Unis
- 1995-1996 : Masked Rider, produite par Saban et basée sur le personnage de Kamen Rider Black RX est dérivée de l'univers des Power Rangers dans la troisième saison de la série originale.
- 2009 : Kamen Rider: Dragon Knight[39], produite par Steve et Mike Wang, elle est basée sur les personnages et l'univers de Kamen Rider Ryuki[réf. nécessaire] et diffusée sur The CW4Kids.

## Hommages et parodies

### Clins d'œil et références
Au fil des années, la popularité de la franchise n'a cessé de croître et la série d'origine a connu de multiples déclinaisons à la télévision et au cinéma.
L'impact culturel fut tel que l'astronome Akimasa Nakamura a baptisé deux planétoïdes en hommage à la série : 12408 Fujioka, pour l'acteur Hiroshi Fujioka, pour son rôle de Kamen Rider 1 dans la série originale de 1971 et 12796 Kamenrider pour la série,. Un bref clin d'œil à la série Kamen Rider Double a aussi été fait dans le jeu Sonic Colours, Quand Sonic va achever Eggman avec le pouvoir de tous les Wisps, le « Final Color Blaster » (Final Prism Blaster), la « voix-off » annonce les noms des Wisps (Laser, Drill, Spikes, Rocket, Cube, Hover et Frenzy) comme les « Gaia Memories » (Cyclone, Heat, Luna et Joker) dans l'épisode 32.
Dans le jeu de cartes à collectionner yugioh, un clin d'œil est fait à kamen rider avec l'archétype "Inzektor", des hommes revêtant des costumes d'insectes assez similaires à ceux des personnages de la série .
Dans certains mangas on peut également voir des hommages à Kamen rider notamment dans Arachnid où deux membres de l'organisation d'assassins s'auto-proclament Kamen rider.

### Parodies
- Kamen Renaider : Basé sur Kamen Rider Ryuki, elle met en scène Takuya Kimura, du groupe SMAP.
- Kamen Norida : Parodie de la série originale, elle est interprétée par le duo comique japonais The Tunnels, célèbre à la fin des années 1980 et 1990.
- Kamen Rider HG : Tourné dans les coulisses de Kamen Rider Kuuga, elle met en scène Hard Gay dans une parodie de la série originale avec des « Ridermen ».
- Mumen Rider : Personnage secondaire du manga One Punch Man
- Kamen Yaiba : Personnage secondaire du manga Détective Conan.